# Јаја Туре
Њењери Јаја Туре (Буаке, 13. мај 1983) је бивши фудбалски репрезентативац Обале Слоноваче.

## Каријера
Каријеру је започео у АСЕК Мимозасу из Обале Слоноваче за који је играо у периоду од 1996-2001, из АСЕК Мимозаса је прешао у белгијски Беверен за који је наступао од 2001-2003, следећи његов клуб био је Металург из Доњецка за који је наступао у периоду 2003—2005. године. Следеће године је прешао у Олимпијакос за који је играо једну сезону пре него што постане члан Монака 2006. године. Већ 2007. он постаје члан Барселоне у којој је све до јула 2010. године. Тада прелази у Манчестер Сити за који је играо осам година. После Манчестера је прешао у ФК Олимпијакос где је провео три месеца и пензионисао се.

## Лични живот
Јаја је млађи брат познатог фудбалера Кола Туреа.

## Трофеји

### АСЕК Мимозас
- Првенство Обале Слоноваче (1) : 2001.

### Олимпијакос
- Првенство Грчке (1) : 2005/06.
- Куп Грчке (1) : 2005/06.

### Барселона
- Првенство Шпаније (2) : 2008/09, 2009/10.
- Куп Шпаније (1) : 2008/09.
- Суперкуп Шпаније (1) : 2009.
- Лига шампиона (1) : 2008/09.
- УЕФА суперкуп (1) : 2009.
- Светско клупско првенство (1) : 2009.

### Манчестер сити
- Премијер лига (3) : 2011/12, 2013/14, 2017/18.
- ФА куп (1) : 2010/11.
- Лига куп Енглеске (2) : 2013/14, 2015/16.
- ФА Комјунити шилд (1) : 2012.

### Репрезентација Обале Слоноваче
- Афрички куп нација (1) : 2015. (финале 2006, 2012).